# Conservatisme libertarien
 (septembre 2016).
Si vous disposez d'ouvrages ou d'articles de référence ou si vous connaissez des sites web de qualité traitant du thème abordé ici, merci de compléter l'article en donnant les références utiles à sa vérifiabilité et en les liant à la section « Notes et références ».
Le conservatisme libertarien ou libertarianisme conservateur est un courant idéologique et politique qui donne la primauté à la liberté sous toutes ses formes, en promouvant la liberté d'expression, la liberté de choix et un capitalisme basé sur le libre marché dérégulé (minarchisme ou anarcho-capitalisme) pour, selon ses promoteurs, atteindre des buts socialement et culturellement conservateurs, tout en rejetant l'ingénierie sociale-libérale et toutes les formes d'État-providence.
Frank Meyer, l'un des principaux contributeurs de la revue bimensuelle américaine National Review, a appelé cette combinaison « fusionisme »,. 
Pour se diffuser, ce courant s'est notamment appuyé sur le Cato Institute, le Heartland Institute, divers autres laboratoires d'idées ou groupes politiques (comme celui du Tea Party) et sur trois magazines d'obédience libertarienne :
- Libertarian Review (initialement destiné à passer en revue des auteurs et textes d'intérêt pour les libertariens) ;
- Inquiry (plutôt destiné à l'aile droite du libertarianisme) ;
- Reason (plutôt destiné à l'aile droite du libertarianisme).